# 韋啟良
韋啟良, (Tomy Wai Kai Leung), 香港電影配樂師, 浸會電影學院導師, 作曲家及唱片監製, 2019-2023年香港電影作曲家協會主席

## 得獎作品
- 1994年：誘僧(1993電影), 金馬影展「最佳原創配樂」
- 2002年：順流逆流(2001電影)提名
- 2011年：打擂台(2010電影), 金像獎「最佳原創電影配樂

## 外部連結
- 樂人專訪：資深電影音樂人韋啟良
- 香港電影金像獎協會董事局 （页面存档备份，存于）